# Korana-hídi mészárlás
A Korana-hídi mészárlás (horvátul: Masakr na Koranskom mostu) során a horvátországi háború idején a Jugoszláv Néphadseregből ejtett 13 hadifoglyot öltek meg a horvátországi Károlyváros Korana-hídjánál 1991. szeptember 21-én. Négy másik ember túlélte a mészárlást, közülük ketten megsérültek.
Mihajlo Hrastov horvát rendőrtisztet a horvát hatóságok 1992 márciusában tartóztatták le, és vádat emeltek ellene a gyilkosságokkal kapcsolatban, de a későbbi tárgyaláson felmentették. A horvát legfelsőbb bíróság hamarosan újratárgyalást rendelt el, de a háború idejére vonatkozóan nem indult jogi eljárás Hrasztov ellen. 1995. július 7-én Franjo Tuđman horvát elnök Hrastovot Nikola Šubić Zrinski Renddel tüntette ki, 1996 áprilisában pedig Károlyváros díszpolgárává választották. A 2000-es években és a 2010-es évek elején a horvát igazságszolgáltatás többször is perbe fogta Hrastovot, majd 2013-ban végül négy év börtönbüntetésre ítélték. 2015 májusában a Legfelsőbb Bíróság helybenhagyta Hrastov négyéves büntetését. Hrasztov büntetésének hosszát több emberi jogi szószóló és civil szervezet is bírálta. Szintén bírálták a Legfelsőbb Bíróság azon döntését, hogy ítélet nem minősítette kifejezetten háborús bűnnek a gyilkosságokat, és nem vette figyelembe a tanúk vallomását, amelyek arra utaltak, hogy nem Hrastov volt az egyetlen elkövető.
2021. szeptember 21-én, a mészárlás 30. évfordulóján a károlyvárosi városi tanács megszavazta, hogy azt a hidat, ahol a gyilkosságok történtek Hrastov különleges rendőri egységéről nevezzék el. A következő napon tartott ünnepségen a híd mellett avatták fel a Hrastovot ábrázoló falfestményt.

## Előzmények
1990 április–májusában Franjo Tuđman jobboldali, függetlenségpárti Horvát Demokratikus Közössége (horvátul Hrvatska demokratska zajednica; HDZ) diadalmaskodott az első szabad horvátországi többpárti választásokon. A HDZ választási győzelme megdöbbenést keltett a horvátországi szerb lakosság nagy részében, akik az eseményekben a horvát nacionalizmus újjáéledését, és a fasiszta usztasa rezsim visszatérését látták, amely a második világháború alatt a Független Horvát Államként ismert bábállamot irányította. Ez a nagyszámú horvátországi szerb közösségben a szerb nacionalizmus növekedését táplálta, amelyet a Szerb Szocialista Köztársaság Slobodan Milošević vezetette kormánya is támogatott. 1990. december 21-én a horvátországi Szerb Demokrata Párt képviselői kihirdették három „Szerb Autonóm Tartomány”, az SAO Krajina, a SAO Nyugat-Szlavónia és a SAO Kelet-Szlavónia, Baranya és Nyugat-Szerémség felállítását.
1991. május 19-én Horvátország népszavazást tartott a Jugoszláviától való elszakadásról. A szerb kisebbség által nagyrészt bojkottált népszavazás során az elszakadást 94 százalék szavazta meg. Június 25-én Szlovénia és Horvátország egyoldalúan kikiáltotta függetlenségét Jugoszláviától, amely lépés Szlovéniában a Jugoszláv Néphadsereg (szerb-horvátul: Jugoslovenska narodna armija; JNA) rövid és szerencsétlen katonai beavatkozását, az ún. „tíznapos háborút” indította el. A július 18-i brioni megállapodás részeként Szlovénia és Horvátország képviselői megállapodtak abban, hogy három hónappal elhalasztják országaik formális függetlenné válását. Szeptember 14-én a horvát vezetés úgy döntött, hogy Horvátország területén megkezdi a JNA laktanyák blokádját. Október 8-án szlovén és horvát tisztviselők bejelentették, hogy a függetlenségi nyilatkozatukban foglaltakat teljes mértékben végrehajtják. Közép- és Kelet-Horvátország nagy részén hamarosan nyílt konfliktus robbant ki a horvát katonai és félkatonai egységek, valamint a JNA között, amelynek státusát Horvátország területén a Brioni megállapodásban nem rendezték egyértelműen. Ezt az eszkalációt a horvátok és más nem szerbek kiűzése kísérte azokról a területekről, ahol a szerb félkatonai erők vették át katonai ellenőrzést. Eközben a horvát városokban, különösen a frontvonalak közelében élő szerbek különféle zaklatásoknak és támadásoknak voltak kitéve.
A háború előtt Károlyváros sörgyártásáról ismert virágzó, barokk város volt. 1991-re Károlyváros önkormányzata körülbelül 22 000 szerbnek adott otthont. Magának a városnak körülbelül 14 500 szerb lakosa volt, akik a teljes lakosság 24,2 százalékát tették ki A Szerb Radikális Párt vezetőjének, Vojislav Šešeljnek az ideológiájában, aki a Verőce–Károlyváros–Karlobag vonal mentén húzódó határral egy Nagy-Szerbia létrehozását tervezte, Károlyváros kiemelkedő fontosságú hely volt. A JNA Károlyvárosban és környékén legalább tíz laktanyával, raktárral és egyéb létesítménnyel rendelkezett, köztük egy tüzérdandár helyőrséggel, egy könnyű légvédelmi ezreddel, egy T-34-es raktárral és mérnökképző létesítményekkel. Szeptember 18-ra a JNA megszállta Petrinyát, átkelt a Kulpa-folyó bal partjára, és elérte Károlyváros külvárosát. A szlovén határtól nem messze fekvő Károlyváros elvesztése gyakorlatilag elszakította volna Horvátország tengerparti területeit az ország többi részétől. A Korana-hídnál történt gyilkosságok idején a JNA erős tüzérségi tüze jelentős károkat okozott Károlyváros történelmi városközpontjában.

## A gyilkosságok
Az Amnesty International által közzétett beszámoló szerint 1991. szeptember 21-én este a döntően szerb JNA tartalékosokból álló csoport Szluinból tartott Károlyváros felé azzal a szándékkal, hogy felmentsék a városban ostromlott egyik JNA helyőrséget. Amikor elérték a Korana folyó hídját, egy helyi különleges rendőri egység elfogta őket, és megparancsolta nekik, hogy adják meg magukat. Az egyik túlélő, Svetozar Šarac tartalékos kijelentette, hogy ő és a többi tartalékos azért szálltak ki járművükből, hogy megadják magukat, és erre irányuló szándékukat egyértelműen kifejezték. Fegyvereiket és felszereléseiket a járdára tették, és karjukat a nyakuk mögött összefonva hasra feküdtek.
A jelentések szerint a tartalékosokat ezután kettéosztották, kilencüket a helyi rendőr-főkapitányságra, majd később Zágrábba szállították. A megmaradt tartalékosok Mihajlo Hrastov rendőr és más rendészeti tisztviselők őrzése alatt, akik a károlyvárosi rendőrkapitányság járművére vártak, hogy elhozzák őket, a hídnál maradtak. Miközben várakoztak, a helyi JNA helyőrség három harckocsija 500 méterről rálőtt a hídra. Ezen a ponton a tartalékosok állítólag kiabáltak, illetve jeleztek a harckocsik parancsnokainak, hogy hagyják abba a tüzelést, amit meg is tettek.
Šarac szerint a tartalékosokat ezután arra utasították, hogy menjenek le a hídról, és menjenek egy halászkunyhóhoz vezető ösvényen, ahol ismét felszólították őket, hogy feküdjenek le. Nem sokkal ezután az egyik tartalékosnak elvágták a torkát. Šarac elmesélte, hogy akkor azt a parancsot kapták, hogy menjenek vissza a hídhoz. Az Amnesty International 1991-ben sajtóértesülésekre hivatkozva arról számolt be, hogy Hrastov megparancsolta a tartalékosoknak, hogy menjenek át a híd túloldalára, és álljanak egy mellvédhez, ekkor azonban lőni kezdett rájuk. Šarac vallomása eltér ettől a beszámolótól. Elmondása szerint három álarcos, automata puskát hordozó személy közeledett feléjük a Korana Hotel irányából, akik tüzet nyitottak. A mészárlás áldozatait később Mile és Nikola Babić, Vaso Bižić, Svetozar Gojković, Zoran Komadina, Božo Kozlina, Milenko Lukač, Slobodan Milovanović, Mile Peurača, Nebojša Popović, Milić Savić, Jovan Sipić és Miloš Srdić néven azonosították. Valamennyien a közeli Krnjak községből és annak településeiről származtak. Šarac, Duško Mrkić, Nebojša Jasnić és Branko Mađarac túlélte a folyóba ugrást.
A Horvát Belügyminisztérium egy röviddel a gyilkosságok után közzétett jelentésében Hrastovot nevezte az egyedüli elkövetőnek. Azt állította, hogy stresszelte a harckocsik becsapódó tüze, és pánikszerűen lőtte le a foglyokat. A belügyminisztérium tájékoztatása szerint az elhunytak holttestét a zágrábi Igazságügyi Orvostani Intézetbe szállították, ahol elvégezték a kórbonctani vizsgálatokat. Néhány nappal később a megölt tartalékosok holttestét visszaadták családjaiknak. A Vojnićból származó orvosi bizottság jelentése szerint több holttesten súlyos csonkítások jelei mutatkoztak.

## Jogi eljárások

### Megyei Bíróság
A károlyvárosi kerületi ügyész 1991. szeptember 22-én hivatalosan is vádat emelt Hrastov ellen.Ennek ellenére Hrasztovot nem vették azonnal őrizetbe. Ehelyett az észak-horvátországi Belovár városába helyezték át. 1992. március 5-ig a Belovári Rendőrkapitányság elit antiterrorista egységének tagjaként szolgált, amikor, miközben a média egyre nagyobb figyelmet szentelt tetteinek, letartóztatták. 1992 szeptemberében négynapos tárgyalás után Hrastovot a Károlyváros Megyei Bíróság minden vádpontban felmentette. A bíróság ítéletében elfogadta Hrastov azon állítását, hogy önvédelemből ölte meg a tartalékosokat. A döntést a tárgyalóteremben jelenlévők nagy tapssal fogadták. A horvát legfelsőbb bíróság ezt követően megsemmisítette az ítéletet, és perújítást rendelt el, de Hrastov ellen a háború ideje alatt további jogi lépések nem történtek. 1995. július 7-én Franjo Tuđman horvát elnök Hrastovot "háborús hőstetteiért" Nikola Šubić Zrinski Renddel tüntette ki. A Vihar hadművelet során Hrastov állítólag Ozaly városában egy fogolytábor parancsnokaként szolgált, ahol a szerb etnikumú foglyokat kínzásnak vetették alá. 1996. április 13-án a Károlyváros Megyei Tanács közgyűlése Hrastovot Károlyváros díszpolgárává nyilvánította. A döntést a Horvát Helsinki Bizottság elítélte. 
2000-ben a Károlyváros Megyei Bíróság előtt megkezdődött Hrastov perújítása. Hrastov, akit széles körben a károlyvárosi háborús hősként tartottak számon, az ellene folyó eljárások során a helyi veteránszervezetek széles körű támogatását élvezte. 2002-ben ismét nem találták bűnösnek a vádpontokban. Az ítélet ellen ezt követően fellebbezést nyújtottak be a Legfelsőbb Bírósághoz, amely „súlyos eljárási szabálysértésekre” hivatkozva ismét újbóli tárgyalást rendelt el. A második perújítás 2004-ben kezdődött, és beleértve Hrastov pszichiátriai intézetbe való felvételét többszörös megszakításokkal járt. Ez a perújítás végül azzal zárult, hogy Hrastovot ezúttal sem találták bűnösnek a vádpontokban.

### Legfelsőbb Bíróság
2008-ban az ügyben harmadszor is fellebbezést nyújtottak be a Legfelsőbb Bírósághoz. Ebből az alkalomból a Legfelsőbb Bíróság úgy döntött, hogy a harmadik perújítást maga vezeti le, majd Hrastovot nyolc év börtönbüntetésre ítélte. 2009. november 24-én a fellebbezési eljárásban helybenhagyták az ítéletet, de Hrastov büntetését hét év szabadságvesztésre mérsékelték. Döntésénél a Legfelsőbb Bíróság jelezte, hogy enyhítő körülménynek tartja Hrasztov háború alatti katonai szolgálatát. A Károlyváros Megyei Különleges Rendőri Erők Szövetsége „csalódásának” adott hangot a döntés miatt, és felhívást intézett a veteránszervezetekhez, hogy tartózkodjanak az „érzelmi reakcióktól”. A Horvát Kulturális Tanács „szégyenletesnek és fenntarthatatlannak” nevezte az ítéletet, és Hrastovot „Károlyváros védelme jelképének és a haza háború hősének” minősítette.
2011-ben, miután az Alkotmánybíróság hatályon kívül helyezte az ítéletét, és úgy ítélte meg, hogy a Legfelsőbb Bíróság elmulasztotta közzétenni az ítéletet, mely sértette Hrasztov emberi jogait Hrastovot szabadlábra helyezték. Ekkorra a per a horvát igazságszolgáltatás történetének egyik leghosszabb tárgyalása lett. 2012. szeptember 7-én a Legfelsőbb Bíróság ismét bűnösnek találta Hrastovot a tartalékosok megölésében, és négy év börtönbüntetésre ítélte. A Legfelsőbb Bíróság ítéletében kimondta, hogy Hrastov tettei háborús bűnnek minősültek. Žarko Dundović bíró a viszonylag enyhe ítéletet azzal indokolta, hogy Hrastov nem volt büntetett előéletű, 70 százalékban rokkant, poszttraumás stressz-betegségben szenved, és a felesége is beteg. Zoran Pušić, az Emberi Jogok Állampolgári Bizottságának (GOLJP) elnöke egy későbbi sajtótájékoztatón megjegyezte, hogy „nehéz belátni, hogy négy év börtön hogyan lehet megfelelő büntetés 13 ember meggyilkolásáért”. Veselinka Kastratović, a Béke, Erőszakmentesség és Emberi Jogok Központja civil szervezet képviselője megjegyezte, hogy a Legfelsőbb Bíróság nem vizsgálta meg megfelelően azokat a tanúvallomásokat, amelyek arra utalnak, hogy Hrastovon kívül más elkövetők is részt vettek a mészárlásban. 2015. május 7-én a Legfelsőbb Bíróság helybenhagyta Hrasztov négyéves büntetését. Ez az ítélet nem utalt kifejezetten háborús bűnként a mészárlásra, ehelyett „az ellenségek törvénytelen meggyilkolása és megsebesítése” volt a cselekmény leírása.
2021 áprilisában Hrastov a HINA hírügynökségnek panaszt tett, hogy a horvát igazságszolgáltatás több mint 350 000 euró megfizetésére kötelezte a horvát kormány részére, mely azt az összeget fejezte ki, amelyet a kormány kártérítésként fizetett ki áldozatai családjainak. A jobboldali horvát szuverenistákhoz tartozó Željko Sačić ezt követően a horvát parlamentben vetette fel a kérdést mondván, hogy „megdöbbentette és felzaklatta” a hír. „Hrastov két és fél évet töltött börtönben” - jegyezte meg Sačić -, „perei 25 évig tartottak, és a végén őt és családját anyagilag is megsemmisítik a nagyszerb agresszor javára.”

## Megemlékezések
2013 szeptemberében a mészárlás 22. évfordulója alkalmából a gyászolók virágokat és gyertyákat helyeztek el a Korana-hídnál. Ezt a rögtönzött emlékművet a horvát háborús veteránok gyorsan eltávolították. Alojzije Čerkez, a Horvát Háborús Mozgáskorlátozott Veteránok Egyesülete (HVIDR) károlyvárosi szervezetének elnöke úgy jellemezte, hogy ez „provokáció, amelyet a gyökereinél kell elvágni.” 2020. szeptember 21-én a Szerb Nemzeti Tanács a károlyvárosi Szent Miklós ortodox templomban a gyilkosságok 29. évfordulója alkalmából megemlékezést tartott. A szertartást eredetileg a hídnál tervezték megtartani, de miután a horvát háborús veteránok tüntetéseket szerveztek a hídon és környékén, a templomba helyezték azt át. A tervezett összejövetel előtt Damir Mandić károlyvárosi polgármester bejegyzést tett a Facebookon, amelyben eltanácsolta a szervezőket attól, hogy a hídnál tartsanak megemlékezést, és azzal vádolta őket, hogy „Slobodan Milošević Nagy-Szerbia politikáját folytatják”. Ezt az állítást a szervezők elutasították.
2021. szeptember 21–22-én este, a mészárlás 30. évfordulóján a károlyvárosi városi közgyűlés megszavazta, hogy a hidat ahol a gyilkosságok történtek Hrastov különleges rendőri egységéről nevezzék át. A hidat azonnal át is nevezték Grom Különleges Rendőri Egység Hídjára. A kezdeményezés a GNK Dinamo Zagreb futballklub Bad Blue Boys szurkolói csoportjától és a veteránszövetségektől származott. A döntés többségét a HDZ és a Szülőföld Mozgalom helyi szervezete hozta meg. A Horvát Szociáldemokrata Párt helyi szervezetének képviselői tiltakozásul elhagyták az ülést. A lépést elítélte a Megtehetjük! – Politikai Platform. A híd átnevezését aznap este a Hrastovra emlékező falfestmény leleplezése követte. Damir Mandić polgármester ugyan kijelentette, hogy támogatja a híd átnevezését, de a falfestmény leleplezésén már nem volt hajlandó részt venni.

## Fordítás
Ez a szócikk részben vagy egészben  a   Korana bridge killings című angol Wikipédia-szócikk ezen változatának fordításán alapul.  Az eredeti cikk szerkesztőit annak laptörténete sorolja fel. Ez a jelzés csupán a megfogalmazás eredetét és a szerzői jogokat jelzi, nem szolgál a cikkben szereplő információk forrásmegjelöléseként.